# Капитул Дюны
«Капитул Дюны» (англ. Chapterhouse: Dune) — научно-фантастический роман Фрэнка Герберта, заключительный в серии из шести книг о вселенной Дюны. Опубликован в 1985 году, также известен под названиями Chapterhouse Dune, Chapter House Dune и Chapter House: Dune.

## Сюжет
Лампадас, один из центров подготовки Бене Гессерит, был разрушен Досточтимыми Матронами. Одна из сестер ордена, Луцилла, успевает сбежать. Она несет в своем разуме воспоминания миллиона других Преподобных Матерей, погибших во время разрушения центра. Луцилла вынуждена приземлиться на планете Гамму, где она находит убежище у подпольной группы евреев. Раввин дает Луцилле убежище, но чтобы спасти свою организацию, он должен доставить Луциллу к Досточтимым Матронам. Прежде чем сделать это, он показывает её Ребекке, «дикой» Преподобной Матери, которая получила доступ к памяти предков без подготовки Бене Гессерит. Луцилла вступает в ментальную связь с Ребеккой, которая обещает принять её воспоминания убитых Преподобных Матерей и безопасно вернуть их в орден. Луцилла затем была передана Досточтимым Матронам и принята Великой Досточтимой Матроной Дамой, которая пытается убедить её присоединиться к Досточтимым Матронам, тем самым сохраняя свою жизнь в обмен на секреты Бене Гессерит. Тем не менее, уловка Дамы не удаётся, и она в конце концов убивает Луциллу.
Вернувшись на Капитул, Одраде вступает в схватку с Дунканом Айдахо и вынуждает его признаться, что он является ментатом, который сохранил все воспоминания о прошлых жизнях гхолы. Однако, он не раскрывает своих таинственных видений о двух людях. Между тем, Мурбелла в ходе подготовки склоняется на сторону Бене Гессерит, уступая воздействию «Голоса», который Бене Гессерит использовали, чтобы подорвать её прошлую природу Досточтимой Матроны. Мурбелла понимает, что она хочет остаться с Бене Гессерит, и принимает от Одраде обряд посвящения. При этом, на церемонии посвящения разрешается присутствовать первому мужчине — Дункану Айдахо. Одраде считает, что Бене Гессерит совершили ошибку, ранее избегая эмоций, что не позволяло полноценно развиваться ордену. Она решила, что Бене Гессерит должны научиться принимать эмоции. Мурбелла и Одраде проходят долгий путь, который ведёт их к тому, чтобы стать Преподобными Матерями.
Одраде вступает в противоборство с Шианой, узнав, что Дункан и Шиана были союзниками уже в течение некоторого времени. Однако, Шиана не раскрывает, что они искали возможность пробуждения памяти Майлза Тега и что у неё есть ключи к кораблю-невидимке, тюрьме Дункана Айдахо. Одраде продолжает работу над проектом песчаных червей со Скитале. Шиана показывает ей личинок песчаных червей, которые позволяют Бене Гессерит создавать собственную пряность. Наконец, память Тега пробуждается с помощью использования Шианой импринтинга. Одраде назначает его снова как главу военной силы ордена для нападения на Досточтимых Матрон.
Одраде проводит всеобщее совещание Бене Гессерит, объявив свой план нападения на Досточтимых Матрон. Она рассказывает сёстрам, что нападение будет осуществляться под руководством опытного стратега — Майлза Тега. Она также объявляет кандидаток в свои преемницы, после чего настоятельница делится своими воспоминаниями с Мурбеллой и Шианой. Одраде отправляется с дипломатическим визитом к Великой Досточтимой Матроне. Под покровом дипломатии силы Бене Гессерит под предводительством Майлза Тега планируют провести сокрушительную атаку на планету Гамму. Тег использует свою сверхчеловеческую способность видеть корабли-невидимки, чтобы установить контроль над планетарной системой. Пережившие атаку Досточтимые Матроны отступают к межзвёздному переходу. Тег следует туда же, чтобы окончательно покончить с ними. Победа для Бене Гессерит представляется почти неизбежной. В разгар этой битвы евреи (в том числе Ребекка с её драгоценными воспоминаниями) присоединяются к флоту Бене Гессерит.
Логно, главная советница Дамы, убивает последнюю ядом и берёт на себя власть над Досточтимыми Матронами. Её первое решение преподносит большой сюрприз для Бене Гессерит. Одраде и Тег слишком поздно понимают, что попали в ловушку. Досточтимые Матроны использовали таинственное оружие и превратили своё поражение в победу, а также захватили Одраде. Мурбелла, максимально сохраняя силы ордена Бене Гессерит, отходит вместе со своими сёстрами на Капитул. Однако Одраде планировала возможный провал атаки Бене Гессерит и оставила инструкции Мурбелле на последнюю отчаянную авантюру. Мурбелла на небольшом корабле прилетает к Досточтимым Матронам и объявляет, что смогла в суматохе убежать от Бене Гессерит со всеми их секретами. Она прибывает на планету и отправляется на приём к Великой Досточтимой Матроне. Не в силах контролировать свой гнев, Логно нападает на беглянку, но Мурбелла её убивает. Благоговея перед силой победительницы, оставшиеся в живых Досточтимые Матроны вынуждены принять её в качестве нового лидера. Также в ходе битвы была убита и Одраде. Мурбелла считывает её воспоминания, становясь тем самым Преподобной Матерью, настоятельницей ордена Бене Гессерит.
Власть Мурбеллы не принимается всеми сёстрами Бене Гессерит. Некоторые из них, включая Шиану, бегут на Капитул. Шиана имеет собственное видение будущего и присоединяется к Дункану Айдахо. Они устраивают побег на гигантском корабле-невидимке вместе со Скитале, Тегом и евреями. Мурбелла раскрывает их планы в последнюю минуту, но не в силах остановить беглецов. На этот побег также с интересом смотрят Даниэл и Марти, таинственные наблюдатели технологически сильно продвинутой расы, люди из прошлых видений Дункана. История Дюны заканчивается захватывающим финалом, но некоторые вопросы остаются без ответа. Неясно будущее в отношении слияния Достопочтенных Матрон и Бене Гессерит, как и судьбы тех, кто бежал на корабле-невидимке (в том числе Скитале, Дункана Айдахо и Майлза Тега), а также то, какую конечную цель преследовали Досточтимые Матроны, захватывая Старую Империю.

## Главные герои
- Мурбелла — Молодая Досточтимая Матрона, обладающая выдающимися сверхчеловеческими способностями. Среди этих способностей имеются сверхчеловеческие рефлексы, позволяющие ей мгновенно реагировать вне зависимости от состояния своего сознания, что делает её грозной боевой силой. Кроме того, как и все Досточтимые Матроны, она обладает способностью усиливать сексуальный экстаз почти до невообразимого уровня. Была похищена Бене Гессерит с Гамму и перевезена на планету Капитул.
- Луцилла — Младшая Преподобная Мать, является почти копией Дарви Одраде, включая её голос. Но две женщины не имеют прямого родства, они являются следствием параллельных линий разведения Бене Гессерит.
- гхола Дункана Айдахо — гхола Дункана, воспитанный Бене Гессерит.
- Шиана Браф — молодая девушка родом c планеты Арракис, случайно обнаруживает у себя уникальные способности контролировать песчаных червей. Вскоре Шиана была признана «наездницей червей», что было предсказано Богом-Императором Лето II, и ей стали поклоняться на Арракисе. Когда Шиана вступает во взрослую жизнь, она берёт на себя руководство священниками, её религиозная популярность растёт как на Арракисе, так и вне его пределов. Священники, полагая, что она является пророком, вынуждены следовать её даже самым необычным приказам. Бене Гессерит имеют свои собственные планы на Шиану и тайно ведут её обучение. Официально они объявляют, что защищают её от покушений, но неофициально — планируют взять её под свой контроль, как и всю религию на Арракисе.
- Дарви Одраде — одна из потомков Атрейдесов. Дочь Майлза Тега прошла подготовку такую же, как её отец, что делает её наиболее подходящей для задач, связанных с обеспечением безопасности. Хотя она проходила подготовку Бене Гессерит с самого раннего возраста, в течение первых лет своей жизни Одраде была спрятана на планете Гамму.
- Майлз Тег — величайший военный стратег, находился в отставке до момента его вызова Таразой. Тег является военным гением, имеет очень сильное чувство чести, верности и многие из других характеристик Дома Атрейдес, как и его предки. В отличие от многих, Тег не является меланжевым наркоманом (в отличие от большинства других людей из его окружения), не прибегая к помощи спайса даже в старости, когда большинство других стремятся максимально продлить свою жизнь.
- Скитале — последний из мастеров Тлейлаксу, выживший после уничтожения Бене Тлейлаксу Достопочтенными Матронами.
- Ребекка — «дикая» Преподобная Мать, которая получила доступ к памяти предков без подготовки Бене Гессерит.
- Дама — Великая Досточтимая Матрона, лидер Досточтимых Матрон.
- Логно — главная советница Дамы. Убивает последнюю с помощью яда и на какое-то время становится Великой Досточтимой Матроной, которую в свою очередь убивает Мурбелла.

## Вселенная Капитула Дюны
Бене Гессерит до сих пор сомневаются в истинности «золотого пути» человечества, установленного Лето II Атрейдесом. Теперь они должны выжить в схватке с Досточтимыми Матронами, чьи масштабные завоевания Старой Империи угрожают выживанию Бене Гессерит. Сёстры должны пересмотреть свои конечные цели и программу по созданию идеальных людей.
После уничтожения Ракиса орден Бене Гессерит оказался в отчаянной ситуации. Досточтимые Матроны практически полностью завоевали Старую Империю. Матроны стремятся ассимилировать технологии и методы Бене Гессерит. Руководство сопротивлением возглавила настоятельница Дарви Одраде, которая должна создать план по борьбе с Досточтимыми Матронами. Бене Гессерит создаёт новую Дюну на планете Капитул. Шиана, ответственная за проект, ожидает скорого появления по всей планете песчаных червей.
Также Досточтимые Матроны почти полностью уничтожили Бене Тлейлаксу. В живых остался только один из мастеров Тлейлаксу, мастер Скитале, хотя и он находится в плену у Бене Гессерит. Скитале передает Бене Гессерит секреты Тлейлаксу, необходимые для производства гхол. Первой созданной гхолой Бене Гессерит становится погибший на Ракисе Майлз Тег. Также орден Бене Гессерит держит на Капитуле ещё двоих пленников: Дункана Айдахо и Мурбеллу. Несмотря на прошлое Мурбеллы, Бене Гессерит приняли её в свой орден и проводят обучение, хотя у них есть и подозрения, что она намерена вернуться обратно к Досточтимым Матронам.

## Продолжение
Два десятилетия спустя, сын Фрэнка Герберта, Брайан Герберт, вместе с Кевином Андерсоном, опубликовали два продолжения — Охотники Дюны (2006) и Песчаные черви Дюны (2007), основанные на записях, оставленных Фрэнком Гербертом, которые он назвал Дюна 7, планируя свой седьмой роман в серии Дюны.